# Waterloo-Medaille (Braunschweig)

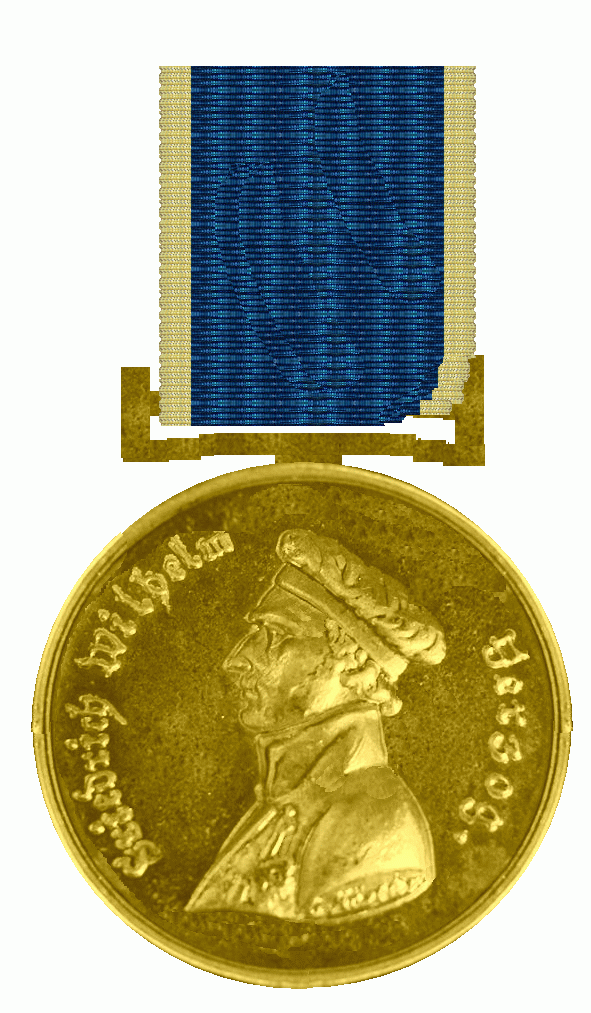
Waterloo-Medaille (Avers)

Die Braunschweiger Waterloo-Medaille wurde, nachdem 1817 schon die hannoversche Waterloo-Medaille gestiftet worden war, am 11. Juni 1818 von Prinzregent Georg IV. von Großbritannien in vormundschaftlicher Regierung für den minderjährigen Herzog Carl II. von Braunschweig zum Andenken an den Sommerfeldzug von 1815 und insbesondere für die Teilnahme der Braunschweiger an den Schlachten bei Quatre-Bras am 16. Juni  und Waterloo am 18. Juni 1815 gestiftet. Die Medaille sollte darüber hinaus auch an den 1815 gefallenen Braunschweiger Landesherrn Herzog Friedrich Wilhelm erinnern.

## Geschichte und Beschreibung
Georg IV. von Großbritannien beauftragte den Braunschweiger Münzdirektor Friedrich Ritter, das auch „Waterloo-Ehrenducaten“ genannte Stück in der Münzstätte in Braunschweig fertigen zu lassen. Die Medaille fertigte Johann Carl Haeseler sowohl in Silber als auch in Bronze. Einige Medaillen wurden aus der Bronze erbeuteter Geschützrohre gefertigt.
Die Medaille zeigt auf der Vorderseite das nach links gewandte Brustbild von Friedrich Wilhelm mit Feldmütze in Uniformjacke mit Orden. Am Armabschnitt findet sich die Signatur C. Häsler. Die Umschrift lautet Friedrich Wilhelm Herzog. Rückseitig ist in der Mitte die Jahreszahl 1815 umgeben von einem Lorbeerzweig links und einem Eichenzweig rechts zu sehen. Darum im Halbkreis der Schriftzug Braunschweig seinen Kriegern oben und Quatrebras und Waterloo unten.
Getragen werden sollte die Auszeichnung entweder am dritten Knopfloch oder, an einem gelben Band mit hellblauen Seitenstreifen befestigt, auf der linken Brustseite. Die Auszeichnung konnte auch für gefallene oder inzwischen verstorbene Soldaten an deren Hinterbliebenen verliehen werden. Die Ausgabe erfolgte dann allerdings ohne Band. In jedem Fall aber wurde individuell der Vor- und Zuname des Soldaten, sein militärischer Dienstgrad sowie sein Truppenteil für jeden einzelnen Empfänger auf dem Rand eingraviert.
Insgesamt sind 5.607 Verleihungen nachweisbar.
Nachträglich wurden die Kosten für die Anfertigung der Braunschweiger Waterloo-Medaillen mit 1468 Talern, 9 Gute Groschen und 3 Pfennige beziffert.